# Asobi Seksu
Gli Asobi Seksu sono stati un gruppo musicale statunitense di musica shoegaze.

## Storia
Conosciuti inizialmente come Sportfuck, pubblicano un EP chiamato proprio Sportfuck nel 2001 e contenente la cover di Then He Kissed Me dei The Crystals. La formazione iniziale del gruppo è composta da Yuki Chikudate (nata in Giappone, ma trasferitasi fin da giovane in California e poi sedicenne a New York) come cantante e tastierista, James Hanna (chitarra, cori) e Keith Hopkin (batteria).
Successivamente la band cambia nome in Asobi Seksu, dal giapponese 遊びセックス ("gioco del sesso"). Nel maggio 2004 viene pubblicato il primo disco ufficiale della band, ossia l'omonimo Asobi Seksu.
In occasione del secondo album, la band si rinnova nella formazione con l'ingresso di un nuovo batterista (Hopkin aveva dato addio nel 2005), e di un bassista, Billy Pavone, che rimarrà fino alla fine.
Nel maggio 2006 esce il secondo album, ossia Citrus. Il disco, registrato a New York col produttore Chris Zane, viene pubblicato dalla Friendly Fire Recording. La One Little Indian Records scrittura il gruppo per il mercato europeo e pubblica qui Citrus, che ottiene un buon successo in Inghilterra.
Nel febbraio 2009 esce Hush, terzo album studio. Il disco ottiene il favore della critica, che fa notare il cambiamento verso delle sonorità più pop.
In maggio Yuki Chikudate registra un singolo con i Pocket intitolato Sampo.
Nel novembre 2009 viene pubblicato Rewolf, disco contenente versioni acustiche e live. Nel frattempo Larry Gorman era diventato il nuovo batterista.
Nel febbraio 2011 esce il quarto album Fluorescence.
Nel settembre 2013 la band ha annunciato una pausa a tempo indeterminato.

## Formazione

### Membri al 2013
- Yuki Chikudate - voce, tastiere (2001-2013)
- James Hanna - chitarra, voce (2001-2013)
- Larry Gorman - batteria, sampler (2009-2013)
- Billy Pavone - basso (2006-2013)

### Membri precedenti
- Gunnar Olsen - batteria (2009)
- Bryan Greene - batteria (2006-2008)
- Benjamin Shapiro - batteria (2006)
- Keith Hopkin - batteria (2001-2005)
- Haji - basso (2006)
- Glenn Waldman - basso (2003-2005)
- Steve Griesgraber - basso (2002-2003)

## Discografia

### Album studio
- 2004 - Asobi Seksu
- 2006 - Citrus
- 2008 - Hush
- 2011 - Fluorescence

### Live
- 2006 - Live at the Echo 10/6/06
- 2007 - Live from SoHo
- 2009 - Rewolf

### EP
- 2001 - Sportfuck (pubblicato come Sportfuck)
- 2007 - Stay Awake/Then He Kissed Me
- 2007 - Merry Christmas (I Don't Want to Fight Tonight)